# Море Рисер-Ларсена
Море Ри́сер-Ла́рсена — окраинное море Атлантического сектора Южного океана у берегов Земли Королевы Мод (Восточная Антарктида). Простирается от берегов Антарктиды до 65° ю. ш. На западе по 14° в. д. граничит с морем Лазарева, на востоке по гребню банки Гуннерус — с морем Космонавтов.

## Общие сведения
Площадь 1138,3 тысяч км². На большей части моря глубины превышают 3000 м. Почти круглый год покрыто дрейфующими льдами. Много айсбергов. Первые сведения о море Рисер-Ларсена получены русской экспедицией Ф. Ф. Беллинсгаузена и М. П. Лазарева (1819—1821). Наибольший вклад в изучение этого моря внесла советская антарктическая экспедиция, участники которой выделили эту часть Атлантического океана в самостоятельное море (1962). На побережье моря нет научных станций, но во внутренних районах Земли Королевы Мод расположена японская станция Асука.
Название дано в честь норвежского исследователя Антарктики Я. Рисер-Ларсена.

## Климат
Большую часть года море укрывают льды. Когда же наступает недолгий летний сезон, акватория заполнена дрейфующими паковыми льдами, торосами и айсбергами. Они, гонимые внутренними прибрежными течениями, циркулируют в пределах моря. Здесь практически всегда дуют сильные ветры, а температура редко превышает 0 °C. Лишь севернее, в открытых водах несколько теплее.

## Фауна
Побережье моря Рисер-Ларсена отличается особенно большим, в сравнении с соседними территориями, количеством птичьих колоний. Здесь гнездятся и кормятся пернатые из Африки, Австралии, Южной Америки. Буревестники, поморники, капские голубки, качурки. Воды моря богаты белокровными и нототениевыми рыбами — традиционными обитателями этих вод. Млекопитающие представлены морскими леопардами, морскими слонами, тюленями-крабоедами. Властителями глубин и морских побережий являются косатки. Иногда в поисках еды заплывают китовые семьи.